# Хлєбороб (Калачіївський район)
Хлєбороб (рос. Хлебороб) — хутір Калачіївського району Воронізької області. Входить до складу Калачіївського сільського поселення.
За переписом 2010 року постійне населення відсутнє.